# 山东京传
山东京传（日语：／ Santō Kyōden */?，1761年9月13日—1816年10月27日），本名岩濑醒，字伯慶，日本江戶時代后期浮世绘画家、戏作作者。生于江户，早年以黄表纸、洒落本创作见长，亦因此一度在宽政改革期间被捕，後转向读本、合卷创作及古事考证，成为读本的代表作者，著有《忠臣水浒传》、《昔话稻妻表纸》等。

## 生平
山东京传原名岩濑醒，通称京屋传藏，出生于江户深川木場的町人之家，是岩濑传左衛門的长子:6。他早年曾学习三味线，后又向北尾重政学习浮世绘，并在安永7年（1778年）以北尾政演为艺名开始创作浮世绘，为黄表纸作品绘制插图，并借此培养了观察力。与此同时，他也时常流连于吉原游廓:6-7，並两度结婚，而妻子皆为吉原的低级妓女，这些经历亦為他日后投身戏作创作奠定了基础:275-276。安永9年（1780年），山东京传开始发表自己的黄表纸作品《娘敵討古乡錦》、《米饅頭始》，正式步入文坛，1782年《御存商卖物》出版后即受到文人大田南亩好评，他也因此成为江户小有名气的戏作家，自《儿子的房间》于1785年问世後，他将创作重心转向洒落本，並透过《古契三娼》等作品在江户文坛确立了地位，开始以通俗小说创作为主业:276。此后，他又通过《時代世話二挺鼓》、《孔子縞于時藍染》等黄表纸作品讽喻政治，批判德川幕府。他的作品也因为契合民众心理，在江户城引起了大轰动:277。
松平定信就任德川幕府老中後，加强对社会风俗的管控，逐步禁止洒落本、黄表纸等文学作品的出版，寬政元年（1789年），山东京传即因为石部琴好的《黑白水镜》绘制插图，遭到当局处罚，寬政2年（1791年），他因出版了《仕懸文庫》、《锦之里》等三部洒落本作品而因此被当局逮捕并被判戴手铐五十天，而出版其作品的出版商蔦屋重三郎过半财产也遭当局没收:278。被释放后，山东京传转而开始研究日本国学、人文风俗，而创作戏作为次，同时，他还在京桥开设了百货商店“京传店”，兼营烟草贩售，後于文化13年（1816年）因胸痛发作逝世，安葬在今東京都墨田区回向院:8:2。其兄弟山東京山也是江户时代的戏作家。

## 作品

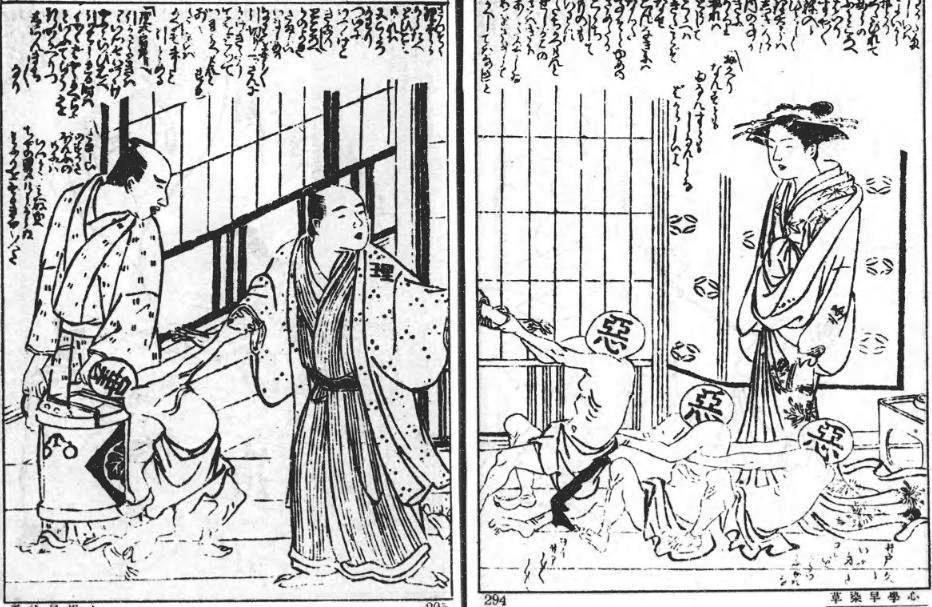
山东京传的黄表纸作品《心学早染草》中的插画

江户时代中后期，李渔的小說戲曲流入日本，与此同时，町人阶级在江户等地逐渐壮大，包括山东京传在内的一些作家亦受到李渔作品的影响，开始在文学作品中透过近似游戏的表现手法，间接批判德川幕府的专制统治，形成了以黄表纸、洒落本为代表的戏作文学，这些文学作品在内容上滑稽逗笑、充满风流情趣，亦迎合町人的阅读审美取向，而山东京传则采纳洒落本特点创作，並将戏作文學推向高峰，其早年的作品多以花柳街的妓院、妓女为描绘对象，之后便开始如实记述妓女與嫖客缠绵悱恻的故事，在1791年受罚之後，他放弃了洒落本创作，转向黄表纸、读本创作及考证古事，而洒落本也因此式微:275-278。
山东京传的代表作是读本《忠臣水浒传》，其以施耐庵的《水浒传》为蓝本，模仿翻改而成，该作品融合了日本傳統藝能淨瑠璃與歌舞伎的世界觀，也兼具中國白話小說的特点，在情節及手法上與之类似，体现了日本人對怨灵的崇拜及對武士道的推崇，令其有别于同期日本其他翻改《水浒传》的作品。之后，他还创作了《櫻姬全傳曙草紙》、《昔话稻妻表纸》、《本朝醉菩提全传》等读本作品，其中《昔话稻妻表纸》被后世学者视为他最好的读本作品，也象征着读本创作进入全盛时期:269，但他在汉文学识方面不敌曲亭马琴，加之创作内容旨趣枯竭、陳腐，后者最终取代了他，开始引領读本的创作风潮:315:263-269。
除了各式戏作外，山东京传也致力于研究江户时代的人文风俗，並著有《近世奇迹考》、《大尽舞考证》等紀實作品。他还长于浮世绘，曾师从北尾重政，並以北尾政演为名从事插图创作，早年作品多见诸戏作，以美人画、芝居绘著称，而晚年的作品趋于枯燥无味，以風俗圖为主。他也對浮世繪有獨特的見解，曾编写《浮世绘原始考》，总结自己對浮世绘历史演变的理解，亦巧妙地透過插畫廣告，向讀者推廣了自己的產品。

## 评价
在滑稽本盛行的18世纪末19世纪初，儒学仍在日本居于文化优势地位，儒学家们并不接纳滑稽本等俚俗的小说作品，因此不少戏作者都怀有“卑下慢”自卑的心理，认为自己的作品实质上无用，山东京传也不例外，他曾在写给友人的信中表示自己因生计所需，才投身戏作创作:59。但也有像式亭三马:129、柳亭种彦一样認同並效法山东京传的作家，他们的创作也令戏作文學得以继续盛行:310-315。
進入明治時期後，式亭三馬的作品開始受到文學評論家的重視，他们认为小说中的好色内容是平民精神的体现，而同时代的英国东方学者威廉·乔治·阿斯顿则在其《日本文学史》（A History of Japanese Literature）中指出山东京传文体简单易懂，但并不过度考究，也令欧洲读者容易接受，亦认为山东京传本人难以摆脱18世纪日本社会的道德标准，肯定了他被幕府惩罚後转向创作读本的做法。学者北岛正元在《江户时代》中肯定了他的感知能力及對人性的深入思考，认为其寫作亦因此具有感染力，成为近乎完美的佳作:275-278。中国大陆学者刘振瀛则认为其對世态人情的描写颇为细腻，语言通俗易懂，受到町人的欢迎，却也认为作品低俗颓废，難以形成真正的批判力量。还有学者认为山东京传缺乏对中国文学的理解，因此在后期难以创作出受到读者欢迎的作品。